# Pro Bowl 2002
Match précédent Match suivant
Le AFC-NFC Pro Bowl 2002 est le Match des étoiles de football américain de la National Football League pour la saison 2001. Il se joue au Aloha Stadium d'Honolulu le 9 février 2002 entre les meilleurs joueurs des deux conférences de la NFL, la National Football Conference et l'American Football Conference. La rencontre est remportée sur le score de 38 à 30 par l'équipe représentant l'American Football Conference.

## Équipe de l'AFC
C'est Bill Cowher, entraîneur principal des Steelers de Pittsburgh qui dirigera l'équipe de l'AFC.

### Attaque
| Position         | Titulaires                                            | Réserves                                              | Remplaçants                                         |
| ---------------- | ----------------------------------------------------- | ----------------------------------------------------- | --------------------------------------------------- |
| Quarterback      | 12 Rich Gannon, Raiders                               | 12 Tom Brady, Patriots 10 Kordell Stewart, Steelers   |                                                     |
| Running back     | 28 Curtis Martin, Jets                                | 36 Jerome Bettis, Steelers b 31 Priest Holmes, Chiefs | 28 Corey Dillon, Bengals a                          |
| Fullback         | 37 Larry Centers, Bills                               |                                                       |                                                     |
| Wide receiver    | 88 Marvin Harrison, Colts 80 Rod Smith, Broncos b     | 81 Tim Brown, Raiders c 82 Jimmy Smith, Jaguars b     | 80 Troy Brown, Patriots a 86 Hines Ward, Steelers a |
| Tight end        | 88 Tony Gonzalez, Chiefs b                            | 82 Shannon Sharpe, Ravens c                           | 85 Ken Dilger, Colts a 89 Dwayne Carswell, Broncos  |
| Offensive tackle | 72 Lincoln Kennedy, Raiders 75 Jonathan Ogden, Ravens | 71 Walter Jones, Seahawks a                           |                                                     |
| Offensive guard  | 66 Alan Faneca, Steelers 68 Will Shields, Chiefs      | 79 Ruben Brown, Bills                                 |                                                     |
| Center           | 68 Kevin Mawae, Jets                                  | 74 Bruce Matthews, Titans                             |                                                     |

### Défense
| Position           | Titulaires                                               | Réserves                    | Remplaçants                                        |
| ------------------ | -------------------------------------------------------- | --------------------------- | -------------------------------------------------- |
| Defensive end      | 94 John Abraham, Jets 75 Marcellus Wiley, Chargers       | 90 Jevon Kearse, Titans     |                                                    |
| Defensive tackle   | 93 Trevor Pryce, Broncos b 93 John Randle, Seahawks      | 95 Sam Adams, Ravens c      | 96 Gary Walker, Jaguars a                          |
| Outside linebacker | 92 Jason Gildon, Steelers 95 Jamir Miller, Browns        | 55 Junior Seau, Chargers    |                                                    |
| Inside linebacker  | 52 Ray Lewis, Ravens                                     | 54 Zach Thomas, Dolphins b  | 56 Al Wilson, Broncos a 97 Kendrell Bell, Steelers |
| Cornerback         | 29 Sam Madison, Dolphins b 24 Charles Woodson, Raiders b | 24 Deltha O'Neal, Broncos c | 47 Ryan McNeil, Chargers a c 24 Ty Law, Patriots a |
| Free safety        | 26 Rod Woodson, Ravens                                   |                             |                                                    |
| Strong safety      | 37 Rodney Harrison, Chargers                             | 36 Lawyer Milloy, Patriots  |                                                    |

### Équipes spéciales
| Position            | Titulaires                | Réserves | Remplaçants |
| ------------------- | ------------------------- | -------- | ----------- |
| Punter              | 9 Shane Lechler, Raiders  |          |             |
| Placekicker         | 1 Jason Elam, Broncos     |          |             |
| Kick returner       | 84 Jermaine Lewis, Ravens |          |             |
| Special teamer (en) | 52 Ian Gold, Broncos      |          |             |

## Equipe de la NFC
C'est Andy Reid, entraîneur principal des Eagles de Philadelphie qui dirigera l'équipe de l'NFC.

### Attaque
| Position         | Titulaires                                         | Réserves                                               | Remplaçants                                   |
| ---------------- | -------------------------------------------------- | ------------------------------------------------------ | --------------------------------------------- |
| Quarterback      | 4 Brett Favre, Packers b                           | 13 Kurt Warner, Rams c 5 Jeff Garcia, 49ers            | 5 Donovan McNabb, Eagles a                    |
| Running back     | 28 Marshall Faulk, Rams                            | 30 Ahman Green, Packers 20 Garrison Hearst, 49ers      |                                               |
| Fullback         | 40 Mike Alstott, Buccaneers                        |                                                        |                                               |
| Wide receiver    | 80 David Boston, Cardinals 81 Terrell Owens, 49ers | 80 Isaac Bruce, Rams b 19 Keyshawn Johnson, Buccaneers | 87 Joe Horn, Saints a b 88 Torry Holt, Rams a |
| Tight end        | 88 Bubba Franks, Packers                           | 85 Wesley Walls, Panthers b                            | 87 Byron Chamberlain, Vikings a               |
| Offensive tackle | 76 Orlando Pace, Rams b 60 Chris Samuels, Redskins | 71 James Williams, Bears c                             | 72 Tra Thomas, Eagles a                       |
| Offensive guard  | 73 Larry Allen, Cowboys b 65 Ron Stone, Giants     | 77 Ray Brown, 49ers c                                  | 62 Adam Timmerman, Rams a                     |
| Center           | 57 Olin Kreutz, Bears                              | 78 Matt Birk, Vikings b                                | 62 Jeremy Newberry, 49ers a                   |

### Défense
| Position           | Titulaires                                                   | Réserves                          | Remplaçants                       |
| ------------------ | ------------------------------------------------------------ | --------------------------------- | --------------------------------- |
| Defensive end      | 53 Hugh Douglas, Eagles 92 Michael Strahan, Giants           | 91 Robert Porcher (en), Lions     |                                   |
| Defensive tackle   | 97 La'Roi Glover, Saints 99 Warren Sapp, Buccaneers b        | 97 Bryant Young, 49ers c          | 92 Ted Washington, Bears a        |
| Outside linebacker | 56 LaVar Arrington, Redskins 55 Derrick Brooks, Buccaneers b | 98 Jessie Armstead (en), Giants c | 52 Dexter Coakley (en), Cowboys a |
| Inside linebacker  | 54 Brian Urlacher, Bears                                     | 54 Jeremiah Trotter, Eagles       | 56 Keith Brooking, Falcons a      |
| Cornerback         | 20 Ronde Barber, Buccaneers 35 Aeneas Williams, Rams         | 23 Troy Vincent, Eagles b         | 24 Champ Bailey, Redskins a       |
| Free safety        | 20 Brian Dawkins, Eagles                                     |                                   |                                   |
| Strong safety      | 29 Sammy Knight, Saints                                      | 47 John Lynch, Buccaneers         |                                   |

### Équipes spéciales
| Position            | Titulaires                   | Réserves | Remplaçants |
| ------------------- | ---------------------------- | -------- | ----------- |
| Punter              | 10 Todd Sauerbrun, Panthers  |          |             |
| Placekicker         | 2 David Akers, Eagles        |          |             |
| Kick returner       | 89 Steve Smith Sr., Panthers |          |             |
| Special teamer (en) | 33 Larry Whigham, Bears      |          |             |
| Long snapper        | 89 Chad Lewis, Eagles        |          |             |

Notes :
a Remplacé en sélection à la suite d'une blessure ou désistement
b Joueur blessé; sélectionné mais n'a pas joué
c Titulaire remplacé; sélectionné comme réserve

## Sélections par équipe
| Équipe AFC                         | Sélections | Équipe NFC                    | Sélections |
| ---------------------------------- | ---------- | ----------------------------- | ---------- |
| Broncos de Denver                  | 7          | Eagles de Philadelphie        | 8          |
| Ravens de Baltimore                | 6          | Rams de Saint-Louis           | 7          |
| Steelers de Pittsburgh             | 6          | 49ers de San Francisco        | 6          |
| Raiders d'Oakland                  | 5          | Buccaneers de Tampa Bay       | 6          |
| Patriots de la Nouvelle-Angleterre | 4          | Bears de Chicago              | 5          |
| Chargers de San Diego              | 4          | Panthers de la Caroline       | 3          |
| Chiefs de Kansas City              | 3          | Packers de Green Bay          | 3          |
| Jets de New York                   | 3          | Saints de La Nouvelle-Orléans | 3          |
| Titans du Tennessee                | 3          | Giants de New York            | 3          |
| Bills de Buffalo                   | 2          | Redskins de Washington        | 3          |
| Colts d'Indianapolis               | 2          | Cowboys de Dallas             | 2          |
| Dolphins de Miami                  | 2          | Vikings du Minnesota          | 2          |
| Seahawks de Seattle                | 2          | Cardinals de l'Arizona        | 1          |
| Bengals de Cincinnati              | 1          | Falcons d'Atlanta             | 1          |
| Browns de Cleveland                | 1          | Lions de Détroit              | 1          |
| Jaguars de Jacksonville            | 1          |                               |            |